# جون ترمبل

لوحة إعلان الإستقلال 1817.

جون ترمبل (بالإنجليزية: John Trumbull)‏ (6 يونيو 1756 - 10 نوفمبر 1843) كان فنان أمريكي خلال فترة الحرب الثورية الأمريكية وكان متميز بلوحاته التاريخية مثل لوحة إعلان الاستقلال (1817) التي تم طباعتها على عملة فئة 2 دولار أمريكي.

## النشأة
ولد ترمبل في لبنان، كونيتيكت، في 1756، والده هو جوناثان ترمبل وزوجته تدعى ني روبنسون. كان والده محافظا لكونيتيكت من 1769 إلى 1784. وينحدر كلا والده من عائلات كانوا من المستوطنين البروتستانتين الذين كانوا متواجدين في بداية تأسيس الولات المتحدة.
دخل ترمبل الشباب قسم الناشئين عام 1771 في كلية هارفارد وتحديدا في سن الخامسة عشر، ولقد تخرج في عام 1773. نظرا لحادث تعرض له في مرحلة الطفولة، فقد ترمبل عين واحدة في وجهه، وكان لهذا الحادث أثر كبير في نمطه في رسم اللوحات.

## وفاته
كتب ترمبل سيرته الذاتية ونشرها في عام 1841. قد توفي في مدينة نيويورك في سن ال 87 في 10 نوفمبر 1843.

## روابط خارجية
- جون ترمبل على موقع الموسوعة البريطانية (الإنجليزية)
- جون ترمبل على موقع إن إن دي بي (الإنجليزية)